# 김창환 (신학자)
김창환(1955년 10월 18일~)은 공공신학과 한국기독교를 전문으로 하는 대한민국의 신학자이다 . 그는 현재 풀러 신학대학원 의 신학 및 공공생활 교수이자 한국학 센터 부학장이다 .

## 생애
그는 1980년 한양대학교 전자통신공학과를 졸업하고 1991년 장로교 신학 대학원에서 신학석사학위 를 받았다. 인도 푸네 에 있는 Union Biblical Seminary 에서 4년 동안 1997 년 케임브리지 대학교 피츠윌리엄 칼리지 에서 신학 박사 학위를 시작했고 2001년에 졸업했다.
그는 박사학위를 마친 뒤 케임브리지대학교에서 세계기독교를 가르쳤고 아시아 기독교 프로젝트의 책임자를 역임했다. 그는 2005년에 York St John University 의 교수진에 합류했으며 12년 동안 School of Humanities, Religion and Philosophy의 신학 및 공공 생활 학장을 역임했다. 2017년 7월에 그는 신학 및 공공 생활 교수와 한국학센터 부학장으로 풀러로 옮겼다. 2007년부터 2017년까지 편집한 저널 인 International Journal of Public Theology 의 창립 편집자였습니다 .  그는 Katie Day와 공동 편집한 The Companion to Public Theology를 공동 편집했으며 , 이 책은 Choice 잡지 에서 2017년 뛰어난 학술 타이틀 중 하나로 선정되었다.